# Analotes
Analotes es un género de coleópteros de la familia Anthribidae.

## Especies
Contiene las siguientes especies:
- Analotes discoideus Fahraeus, 1839